# Liste der Gemeinden in Französisch-Guayana

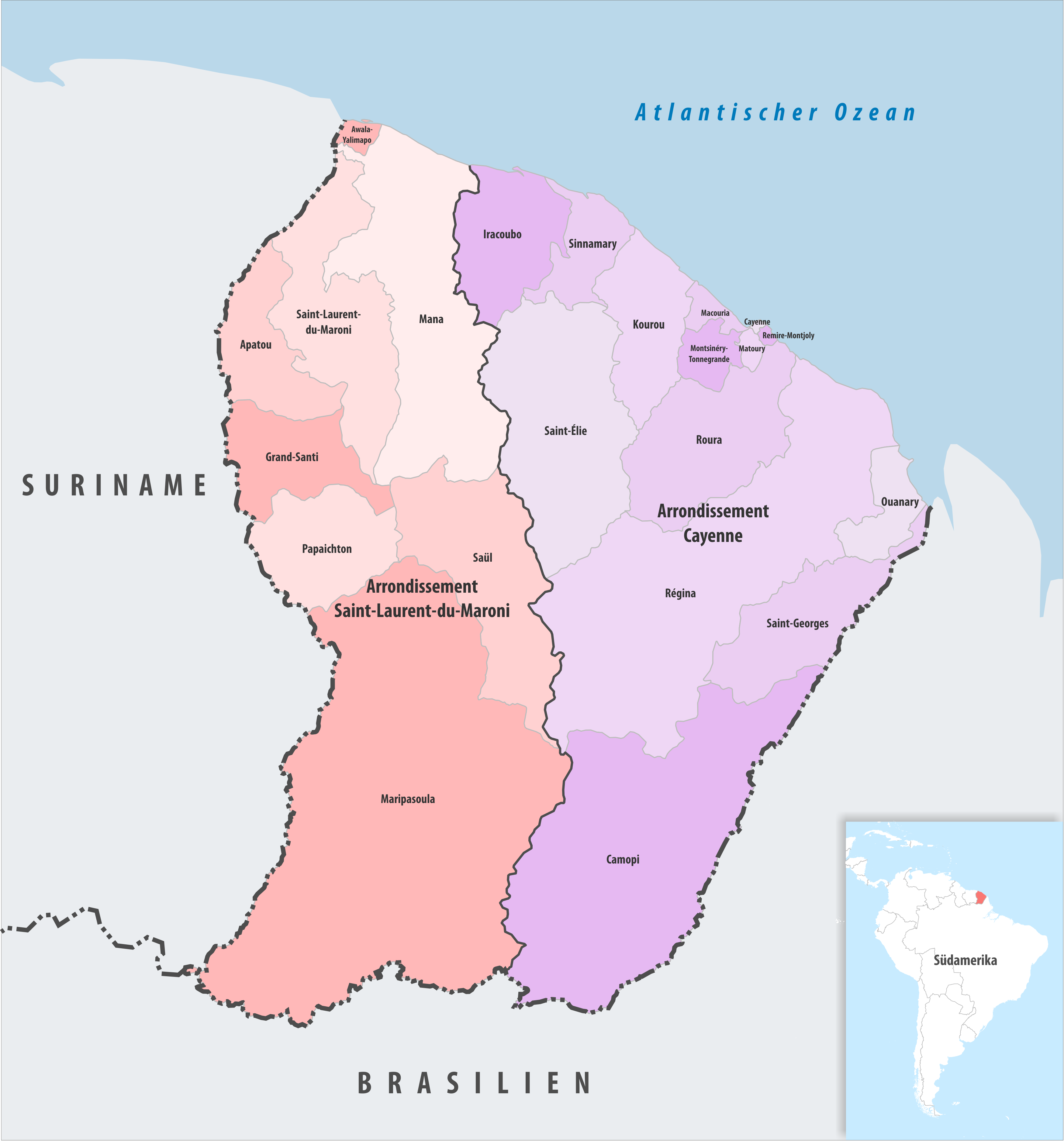
Gemeinden von Französisch-Guayana

Das Überseedépartement Französisch-Guayana untergliedert sich in drei Arrondissements mit 22 Gemeinden (frz. communes). Bis zum 31. Dezember 2015 untergliederte sich das Überseedépartement zudem in 19 Kantone. Seit dem 1. Januar 2016 wird Französisch-Guayana nicht mehr in Kantone unterteilt.
| Code INSEE | PLZ   | Gemeinde                | Einwohner (Stand 1. Januar 2022) | Fläche in km² | Einwohner je km² | Kanton bis am 31. Dezember 2015                                                                              | Arrondissement ab 2022 Arrondissement bis 2021 | Gemeindeverband |
| ---------- | ----- | ----------------------- | -------------------------------- | ------------- | ---------------- | --- | ---------------------------------------------- | --------------- |
| 97360      | 97317 | Apatou                  | 10.059                           | 2.020,00      | 5                | Maripasoula                                                                                                  | Saint-Laurent-du-Maroni                        | Ouest guyanais  |
| 97361      | 97319 | Awala-Yalimapo          | 1.549                            | 187,40        | 8                | Mana | Saint-Laurent-du-Maroni                        | Ouest guyanais  |
| 97356      | 97330 | Camopi                  | 2.168                            | 10.030,00     | 0                | Saint-Georges-Oyapoc                                                                                         | Saint-Georges Cayenne                          | Est guyanais    |
| 97302      | 97300 | Cayenne                 | 63.956                           | 23,60         | 2710             | Cayenne-1 Nord-Ouest Cayenne-2 Nord-Est Cayenne-3 Sud-Ouest Cayenne-4 Centre Cayenne-5 Sud Cayenne-6 Sud-Est | Cayenne                                        | Centre Littoral |
| 97357      | 97340 | Grand-Santi             | 9.390                            | 2.112,00      | 4                | Maripasoula                                                                                                  | Saint-Laurent-du-Maroni                        | Ouest guyanais  |
| 97303      | 97350 | Iracoubo                | 1.685                            | 2.762,00      | 1                | Iracoubo | Cayenne                                        | Savanes         |
| 97304      | 97310 | Kourou                  | 24.470                           | 2.160,00      | 11               | Kourou | Cayenne                                        | Savanes         |
| 97305      | 97355 | Macouria                | 18.807                           | 377,50        | 50               | Macouria | Cayenne                                        | Centre Littoral |
| 97306      | 97360 | Mana                    | 11.364                           | 6.332,60      | 2                | Mana | Saint-Laurent-du-Maroni                        | Ouest guyanais  |
| 97353      | 97370 | Maripasoula             | 8.423                            | 18.360,00     | 0                | Maripasoula                                                                                                  | Saint-Laurent-du-Maroni                        | Ouest guyanais  |
| 97307      | 97351 | Matoury                 | 35.551                           | 137,19        | 259              | Matoury | Cayenne                                        | Centre Littoral |
| 97313      | 97356 | Montsinéry-Tonnegrande  | 3.457                            | 600,00        | 6                | Montsinéry-Tonnegrande                                                                                       | Cayenne                                        | Centre Littoral |
| 97314      | 97380 | Ouanary                 | 200                              | 1.080,00      | 0                | Saint-Georges-Oyapoc                                                                                         | Saint-Georges Cayenne                          | Est guyanais    |
| 97362      | 97316 | Papaichton              | 5.530                            | 2.628,00      | 2                | Maripasoula                                                                                                  | Saint-Laurent-du-Maroni                        | Ouest guyanais  |
| 97301      | 97390 | Régina                  | 1.657                            | 12.130,00     | 0                | Approuague-Kaw                                                                                               | Saint-Georges Cayenne                          | Est guyanais    |
| 97309      | 97354 | Remire-Montjoly         | 27.037                           | 46,11         | 586              | Remire-Montjoly                                                                                              | Cayenne                                        | Centre Littoral |
| 97310      | 97311 | Roura                   | 3.382                            | 3.902,50      | 1                | Roura | Cayenne                                        | Centre Littoral |
| 97358      | 97312 | Saint-Élie              | 157                              | 5.680,00      | 0                | Sinnamary | Cayenne                                        | Savanes         |
| 97308      | 97313 | Saint-Georges           | 4.710                            | 2.320,00      | 2                | Saint-Georges-Oyapoc                                                                                         | Saint-Georges Cayenne                          | Est guyanais    |
| 97311      | 97320 | Saint-Laurent-du-Maroni | 51.732                           | 4.830,00      | 11               | Saint-Laurent-du-Maroni                                                                                      | Saint-Laurent-du-Maroni                        | Ouest guyanais  |
| 97352      | 97314 | Saül                    | 297                              | 4.475,00      | 0                | Maripasoula                                                                                                  | Saint-Laurent-du-Maroni                        | Ouest guyanais  |
| 97312      | 97315 | Sinnamary               | 2.801                            | 1.340,00      | 2                | Sinnamary | Cayenne                                        | Savanes         |